# اساسینز کرید ادیسه
بازی اساسینز کرید ادیسه یک بازی نقش‌آفرینی اکشن محصول سال ۲۰۱۸ است که توسط یوبی‌سافت کئبک توسعه یافته و توسط یوبی‌سافت منتشر شده است. این یازدهمین نسخه اصلی از مجموعه بازی‌های اساسینز کرید و جانشین اساسینز کرید ریشه‌ها (۲۰۱۷) است. این بازی مانند نسخه قبلی خود، دارای یک دنیای باز بزرگ است و عناصر زیادی را از ژانر نقش‌آفرینی اقتباس کرده و تأکید بیشتری بر مبارزه و اکتشاف نسبت به مخفی‌کاری دارد. نبردهای دریایی از عناوین قبلی این مجموعه نیز نقش برجسته‌ای در ادیسه ایفا می‌کنند. داستان بازی، تاریخ اساطیری جنگ پلوپونز بین آتن و اسپارت را از سال ۴۳۱ تا ۴۲۲ پیش از میلاد روایت می‌کند. بازیکنان کنترل یک مزدور اسپارتانی را بر عهده دارند که در هر دو طرف درگیری می‌جنگد و تلاش می‌کند خانواده خود را پیدا کند و فرقه مرموز کازموس را از بین ببرد. اودیسه همچنین داستان لیلا حسن، شخصیت اصلی معرفی شده در ریشه‌ها، را ادامه می‌دهد که خاطرات مزدور را از طریق دستگاه انیموس زنده می‌کند تا یک شیء قدرتمند پیدا کند.
توسعه بازی اندکی پس از انتشار اساسینز کرید: سندیکا (۲۰۱۵) آغاز شد. با پیروی از ریشه‌ها، بازی ادیسه با معرفی مکانیک‌های انتخاب بازیکن، تبدیل اساسینز کرید به مجموعه‌ای از بازی‌های نقش‌آفرینی اکشن را تسهیل کرد. در مقایسه با سایر بازی‌های این مجموعه، ادیسه تمرکز بیشتری بر اساطیر تاریخی و تمرکز کمتری بر درگیری بین آساسینز و فرقه دارد، که عنصر روایی اصلی موجود در اکثر بازی‌های اساسینز کرید است. در طول توسعه بازی، تیم از دیگر عناوین نقش‌آفرینی معاصر از جمله ویچر ۳: وایلد هانت، الدر اسکورولز ۵: اسکایریم و فال‌آوت ۴ الهام گرفته بود. موسیقی متن این بازی توسط گروه فایت ساخته شده است.
بازی ادیسه در تاریخ ۵ اکتبر ۲۰۱۸ (۱۳ مهر ۱۳۹۷) برای پلی‌استیشن ۴، ویندوز و ایکس‌باکس وان در سراسر جهان منتشر شد. این بازی عموماً نقدهای مثبتی از منتقدان دریافت کرد و به خاطر گیم‌پلی، گرافیک، شخصیت‌ها، عناصر نقش‌آفرینی و طراحی دنیایش مورد ستایش قرار گرفت، اما به خاطر جاه‌طلبی بیش از حد، ریتم بازی و وجود پرداخت‌های درون‌برنامه‌ای مورد انتقاد قرار گرفت. اولویت دادن به مکانیک‌های نقش‌آفرینی نسبت به عناصر سنتی اساسینز کرید نیز واکنش‌های متفاوتی را از سوی منتقدان و بازیکنان به همراه داشت. بازی ادیسه از نظر تجاری بسیار موفق بود و تا مارس ۲۰۲۰ بیش از ۱۰ میلیون نسخه در سراسر جهان فروش داشت.
یوبی‌سافت با انتشار چندین محتوای قابل دانلود، از جمله دو بسته‌ی الحاقی داستانی - Legacy of the First Blade و The Fate of Atlantis - از این بازی پشتیبانی کرد. پس از اودیسه، در نوامبر ۲۰۲۰ بازی اساسینز کرید والهالا منتشر شد که داستانی تاریخی در انگلستان و نروژ قرون وسطی در دوران گسترش وایکینگ‌ها در سراسر اروپا را روایت می‌کند و داستان لیلا را به پایان می‌رساند.

## گیم‌پلی
بازی اساسینز کرید ادیسه یک بازی ویدیویی اکشن نقش‌آفرینی است که از زاویه دید سوم شخص انجام می‌شود. در ابتدای بازی، بازیکن می‌تواند انتخاب کند که در نقش الکسیوس یا کاساندرا، مزدوران یونانی و نوادگان پادشاه اسپارتی لئونیداس اول، بازی کند. علاوه بر تکمیل کمپین داستانی، بازیکنان می‌توانند آزادانه در یک دنیای باز بزرگ که در یونان واقع شده است، پیاده یا سوار بر اسب، کاوش کنند. همانطور که بازیکن در جهان کاوش می‌کند، با شخصیت‌های غیرقابل بازی (ان‌پی‌سی‌) مختلفی روبرو می‌شود که به بازیکنان ماموریت‌های فرعی برای انجام می‌دهند. آنها همچنین مکان‌های مورد علاقه را کشف می‌کنند، قلعه‌ها و اردوگاه‌ها را پاکسازی می‌کنند، مقبره‌ها و کشتی‌های غرق شده را کاوش می‌کنند و گنجینه‌های پنهان را جمع‌آوری می‌کنند. نقاط همگام‌سازی در مکان‌های دیدنی مختلف یونان، که به عنوان نقاط سفر سریع عمل می‌کنند، نیز می‌توانند قفل‌گشایی شوند. بازیکنان همچنین می‌توانند از طریق کاوش و شکار حیات وحش، اقلام کلکسیونی ویژه و منابع مختلف ساخت و ساز مانند سنگ آهن، چوب، چرم، فلز و جواهرات گرانبها را جمع‌آوری کنند. سایر فعالیت‌های جانبی که بازیکنان می‌توانند انجام دهند شامل رقابت در میدان گلادیاتورها و تکمیل جوایز و قراردادهای محدود به زمان است. برخلاف بازی‌های قبلی این مجموعه، ادیسه دو حالت گیم‌پلی ارائه می‌دهد: حالت هدایت‌شده که مکان اشیاء را بلافاصله با استفاده از نقاط مسیر به بازیکن نشان می‌دهد، در حالی که حالت اکتشاف، بازیکنان را موظف می‌کند تا پس از دریافت سرنخ‌های مختصر از سایر ان‌پی‌سی‌ها، خودشان مکان‌ها را پیدا کنند. 
در حالی که ماموریت‌های اصلی کمپین، مزدور را در حالی که خانواده‌اش را دوباره متحد می‌کند و فرقه کاسموس را متوقف می‌کند، دنبال می‌کنند، خطوط داستانی اضافی، بازیکنان را موظف به شکست موجودات عرفانی از آتلانتیس و از بین بردن اعضای فرقه می‌کنند.  داستان بازی در دوران جنگ پلوپونز روایت می‌شود، آتن و اسپارت بخش‌های مختلفی از یونان را کنترل می‌کنند. اگر بازیکن رهبر یک ملت را ترور کند، اعضای ارتش آن را شکست دهد، آذوقه جنگی را بسوزاند یا صندوق‌های آن ملت را غارت کند، یک منطقه می‌تواند تضعیف شود. وقتی منطقه‌ای ضعیف می‌شود، بازیکنان می‌توانند برای کمک به طرف مهاجم یا مدافع، به یک نبرد فتح بپیوندند. پیروزی در یک نبرد، غنیمت، تجهیزات و امتیاز تجربه ارزشمندی را برای بازیکن به ارمغان می‌آورد. پیوستن به تیم مهاجم تجربه چالش برانگیزتری است اما مزایای گیم پلی بیشتری را ارائه می‌دهد. اگر شخصیت بازیکن مرتکب جرمی مانند دزدی یا آسیب رساندن به یک رهگذر بی‌گناه در ملاء عام شود، برای او جایزه تعیین می‌شود. سپس ان‌پی‌سی‌هایی به نام مزدوران برای شکار شخصیت بازیکن از راه می‌رسند، که می‌توانند مزدور را بکشند، جایزه را بپردازند یا شخصیتی را که جایزه را برایشان تعیین کرده است، ترور کنند. هر منطقه یک سطح توصیه شده دارد. اگر بازیکن خیلی زود وارد یک منطقه شود، ممکن است به راحتی مغلوب شود. با این حال، سختی بازی مطابق با سطح بازیکن تنظیم می‌شود. هنگام تعامل با دیگر ان‌پی‌سی‌های، بازیکنان می‌توانند گزینه‌های مختلف دیالوگ، از جمله گزینه ایجاد یک رابطه عاشقانه با ان‌پی‌سی‌هایخاص را انتخاب کنند. در لحظات کلیدی کمپین بازی، بازیکنان تصمیمات حیاتی می‌گیرند که می‌تواند بر روند داستان تأثیر بگذارد و منجر به چندین پایان مختلف شود.
مبارزه
دو حالت حمله‌ی تن به تن وجود دارد - حملات سبک سریع اما ضعیف هستند، در حالی که حملات سنگین کند اما قوی هستند. بازیکنان همچنین می‌توانند از حملات دشمن جاخالی دهند یا آنها را دفع کنند. شخصیت بازیکن می‌تواند از انواع مختلف سلاح‌های سرد مانند نیزه، سلاح‌های سنگین و کند، خنجر، شمشیر و تیر و کمان برای شکست دادن دشمنان استفاده کند. بازیکن می‌تواند زره، چکمه، کلاه ایمنی و دستکش را به دلخواه خود انتخاب کند. این بازی دارای سیستم سلاح و تجهیزات است که در آن هر سلاح و زره‌ای که بازیکن می‌پوشد، آمار و اثرات متفاوتی دارد که طیف وسیعی از مزایا را ارائه می‌دهد. این سلاح‌ها را می‌توان به صورت جداگانه مجهز و ارتقا داد، و مزایای گیم‌پلی اضافی از طریق حکاکی به سلاح‌ها اضافه می‌شود. قدرت و نیروی این سلاح‌ها به سطح (Level) و همچنین کمیابی (Risk) آنها بستگی دارد. هرچه سلاح کمیاب‌تر باشد، قدرتمندتر است و هزینه ارتقاء آن به سطح آن بستگی دارد. شخصیت بازیکن همچنین یک کشتی جنگی به نام آدرِستیا را برای کاوش در دریای اژه به خدمت می‌گیرد. بازیکنان می‌توانند تیر و نیزه به سمت کشتی‌های دشمن پرتاب کنند، کشتی‌های حریف را مستقیماً تکه‌تکه کنند و به خدمه دستور دهند که در صورت حمله، آماده باشند. وقتی سلامت کشتی دشمن تقریباً رو به اتمام است، شخصیت بازیکن می‌تواند حمله دریایی را آغاز کند. سوار شدن موفقیت‌آمیز به سفینه، منابع بیشتری را در اختیار بازیکن قرار می‌دهد و سلامت آدستیا را بازیابی می‌کند. کشتی قابل ارتقا است؛ بازیکن می‌تواند استحکام بدنه را بهبود بخشد، استقامت پاروزنان را افزایش دهد و خدمه خود را سفارشی کند. در حالی که بازیکن در حال کاوش در دریا است، ممکن است با کشتی‌های آلفا روبرو شود که در اصل غول‌های دشمن هستند و بازیکنان می‌توانند آنها را شکست دهند، و همچنین اگر جایزه بازیکن به اندازه کافی بالا باشد، با مزدوران دیگری نیز روبرو می‌شود.
مخفی‌کاری و نبرد رو در رو، انتخاب‌های به یک اندازه مناسبی برای تکمیل اهداف هستند. بازیکن می‌تواند از نیزه لئونیداس برای ترور بی‌سروصدای دشمنان یا ناک‌اوت کردن آنها به منظور جذبشان برای پیوستن به گروه خود استفاده کند.  اجساد دشمنان ناتوان را می‌توان پنهان کرد تا از آگاه شدن سایر دشمنان جلوگیری شود. بازیکن همچنین می‌تواند ایکاروس، یک عقاب طلایی همراه، را فرا بخواند تا با برجسته کردن دشمنان و اشیاء، منطقه را بررسی کند. شخصیت بازیکن همچنین می‌تواند با سوت زدن توجه دشمن را جلب کند. همانند دیگر بازی‌های اساسینز کرید، شخصیت اصلی بازی در دویدن آزاد (Free Running) متخصص است و می‌تواند تقریباً از تمام سازه‌ها بالا برود. با تکمیل ماموریت‌ها توسط بازیکن، امتیاز تجربه (XP) بیشتری کسب می‌کنند که به بازیکن اجازه می‌دهد مهارت‌ها و توانایی‌های جدیدی را آزاد کند. سه درخت مهارت عبارتند از «شکارچی» که بر حملات دوربرد از طریق استفاده از تیر و کمان تمرکز دارد، «جنگجو» که بر نبردهای مبتنی بر سلاح تمرکز دارد و «آدمکش» که بر مخفی‌کاری و نابودی بی‌صدا تمرکز دارد. نمونه‌هایی از مهارت‌هایی که بازیکن می‌تواند آزاد کند شامل «لگد اسپارتان» است که می‌تواند دشمن را به عقب پرتاب کند، و «ترور سریع» که به مزدور اجازه می‌دهد نیزه لئونیداس را از دور به سمت دشمنان پرتاب کند. بعضی از مهارت‌ها زمان استراحت دارند و بعضی دیگر فقط زمانی قابل استفاده هستند که نوار آدرنالین بازیکن پر شود. این کار را می‌توان با وارد کردن آسیب یا جاخالی دادن و حمله‌های دفاعی انجام داد.

## خلاصه داستان
محیط و شخصیت‌ها
همانند بازی‌های قبلی این مجموعه، ادیسه روایتی در دنیای مدرن دارد که لیلا حسن، یک اساسین و محقق سابق آبسترگو که در ریشه‌ها معرفی شد، را دنبال می‌کند. هدف لیلا با کمک همتایانش ویکتوریا بیبو، کیوشی تاکاکورا و آلانا رایان، یافتن کارکنان هرمس تریسمگیستوس و شهر گمشده آتلانتیس با استفاده از داده های پردازش شده توسط دستگاه قابل حمل آنیموس است. این دستگاه، یک تاریخ اسطوره‌ای مخفی را روایت می‌کند که در طول جنگ پلوپونز، که بین دولت-شهرهای یونان در جریان بود، رخ می‌دهد. داستان بازی در بازه زمانی ۴۳۱ تا ۴۲۲ پیش از میلاد، چهار قرن پیش از وقایع بازی اساسینز کرید ریشه‌ها و خلق گروه پنهان‌شدگان، پیشگامان انجمن قاتلان، روایت می‌شود.
داستان اصلی بازی، شخصیت بازیکن، بزرگترین فرزند از دو خواهر و برادر معروف به عقاب حامل، یک مزدور افسانه‌ای که ایکاروس همراه همیشگی اوست، را دنبال می‌کند. در کودکی، حامل عقاب از جامعه اسپارت تبعید شد، پس از آنکه آنها تلاش کردند تا مانع از پرتاب خواهر و برادر کوچکتر و نوزادشان از کوه تایگتوس توسط یکی از بزرگان اسپارت به اصرار پیتیا شوند، پیتیا تصمیم گرفت که اگر به کودک اجازه زنده ماندن داده شود، مسئول شکوه یا سقوط احتمالی اسپارت خواهد بود. به عنوان مجازاتی برای مرگ غیرعمدیِ بزرگ اسپارتی، آنها توسط پدرشان نیکولائوس از کوه به پایین پرتاب شدند، که توسط رهبری اسپارت مجبور به این کار شده بود. آنها از سقوط جان سالم به در بردند و در نهایت تحت مراقبت یک کلاهبردار به نام مارکوس، ساکن کفالونیا، قرار گرفتند، جایی که آنها تحت نظارت او به کارهای متفرقه مشغول شدند. به عنوان یک مزدور سرگردان یا میستیوس، عقاب حامل فرصت دارد تا هم برای اتحادیه دلوس به رهبری آتن و هم برای اتحادیه پلوپونز به رهبری اسپارت بجنگد. در کنار تلاش‌های حامل عقاب برای اتحاد دوباره خانواده از هم پاشیده‌شان، خطوط داستانی موازی به نابودی فرقه کاسموس (یک سازمان مخفی که در سراسر جهان یونان گسترده بود) و کشف آثار باستانی و هیولاهایی از دوران آتلانتیس می‌پردازند.
این بازی شامل تعدادی از شخصیت‌های تاریخی است که بازیکنان می‌توانند با آنها روبرو شوند و تعامل داشته باشند، از جمله آلکیبیادس، آریستوفان، اوریپید، دموکریتوس، سقراط و بسیاری دیگر. همچنین شامل مکان‌های تاریخی و اسطوره‌ای یونان مانند آگورای آتن، مجسمه زئوس در المپیا، لسبوس و مقدونیه می‌شود. این بازی شامل چندین موجود از اساطیر یونان، مانند مدوسا، سیکلوپ‌ها، اسفنکس و مینوتور است که در اینجا به عنوان آزمایش‌های ایسو، همان نژادی که بشریت و بیشتر مصنوعات یافت شده در طول مجموعه را خلق کرده است، به تصویر کشیده شده‌اند. 
طرح
داستان ادیسه از سال ۴۸۰ پیش از میلاد آغاز می‌شود، جایی که شاه لئونیداس ارتش اسپارت را در برابر حمله‌ای از سوی ایرانیان در طول نبرد ترموپیل رهبری می‌کند. درگیری به پیروزی ختم می‌شود، اما لئونیداس توسط یکی از اسیران دشمن مطلع می‌شود که ارتش ایران از مسیر کوهستانی مطلع شده و تا صبح اسپارتی‌ها را محاصره خواهد کرد. با این وجود، لئونیداس تصمیم می‌گیرد جلوی پیشروی پارس‌ها را بگیرد.
در سال ۲۰۱۸، لیلا حسن نیزه لئونیداس را بازیابی می‌کند و از آن دی‌ان‌ای نوه‌هایش، الکسیوس و کاساندرا، را استخراج می‌کند تا برای آنیموس خود و یافتن محل عصای هرمس تریسمگیستوس از آن استفاده کند. هر کدام از خواهر یا برادرها که توسط بازیکن انتخاب شود، به عنوان حامل عقاب تعیین می‌شود.
در سال ۴۳۱ پیش از میلاد، در آغاز جنگ پلوپونز، عقاب حامل توسط تاجری مرموز به نام الپنور استخدام می‌شود. نقشه، ترور «گرگ اسپارتا» در شهر مگاریس است. پس از دوستی با یک کاپیتان نیروی دریایی به نام بارناباس، عقاب حامل، کفالونیا را ترک می‌کند و فرماندهی کشتی او، آدرستیا، به او سپرده می‌شود. در مگاریس، حامل عقاب متوجه می‌شود که نیکولائوس پدر بیولوژیکی آنها نیست و پسرخوانده دیگری به نام استنتور دارد. آنها همچنین متوجه می‌شوند که مادرشان میرین، اندکی پس از حادثه کوه تایگتوس، نیکولائوس و اسپارت را ترک کرده است. حامل عقاب به فوکیس سفر می‌کند تا با الپنور روبرو شود، که خود را عضوی از فرقه کاسموس نشان می‌دهد، فرقه‌ای که از اصل و نسب خود آگاه است. حامل عقاب، پس از کشتن الپنور، با نقاب و لباس او، به یک جلسه مخفی فرقه در دلفی نفوذ می‌کند. جایی که آنها متوجه می‌شوند که نه تنها فرقه خانواده‌شان را هدف قرار داده، بلکه خواهر و برادر کوچکترشان از سقوط از کوه تایگتوس جان سالم به در برده و توسط فرقه دستکاری شده و به قهرمان آنها به نام دیموس تبدیل شده است. حامل عقاب به همراه بارنابا و هرودوت، سفری طولانی را در سراسر دنیای یونان آغاز می‌کند. سرانجام آنها دوباره با میرین، که نام مستعار فینیکس، الیگارشی شهر ناکسوس، را برای خود برگزیده بود، متحد می‌شوند. میرین فرزند ارشدش را متقاعد می‌کند که رژیم اسپارتان را متقاعد کند تا شهروندی و املاک اجدادی خود را بازگرداند، در حالی که آنها همچنان به تضعیف فعالیت‌های فرقه در دنیای یونان ادامه می‌دهند.
در نبرد پایلوس، حامل عقاب با دیموس ملاقات می‌کند. این برخورد منجر به درگیری می‌شود که در نهایت به دستگیری حامل عقاب منجر می‌شود. آنها به آتن برده می‌شوند، جایی که کلون، عضو فرقه، پس از مرگ رقیبش پریکلس در سال‌ها قبل، به عنوان رهبر دولت-شهر از محبوبیت برخوردار است. با خنثی کردن نقشه‌های کلئون، عقاب حامل با کمک متحدان آتنی خود از اسارت فرار می‌کند. در نبرد آمفیپولیس، حامل عقاب به نیروهای اسپارتی براسیداس می‌پیوندد تا با ارتش آتنی کلئون مقابله کند. در طول نبرد، رهبران هر دو ارتش جان خود را از دست می‌دهند و این آغاز پایان نیمه اول جنگ پلوپونز است. پس از آن، حامل عقاب به همراه میرین به کوه تایگتوس بازمی‌گردد تا با دیموس مقابله کند. بسته به تصمیمات کلیدی که بازیکن در نقاط از پیش تعیین‌شده‌ی روایت بازی می‌گیرد، عقاب حامل، دیموس را آزاد می‌کند یا می‌کشد. اعمال آنها تأثیر مستقیمی بر سرنوشت اعضای خانواده گسترده‌شان دارد و تعیین می‌کند که آیا آنها در پایان داستان اصلی، تجدید دیدار خانوادگی موفقی خواهند داشت یا خیر.
پس از نابودی فرقه، حامل عقاب به پناهگاه دلفی بازمی‌گردد، جایی که آنها مصنوع هرمی شکل فرقه و آسپاسیا را پیدا می‌کنند، کسی که خود را رهبر اصلی فرقه معرفی می‌کند. آسپاسیا که از وضعیت فرقه در نتیجه نفوذ دیموس منزجر شده بود، مخفیانه به عقاب حامل در برچیدن آن کمک می‌کند، به این امید که آرمان‌های اولیه‌اش مبنی بر صلح از طریق نظم زنده بماند. حامل عقاب، این شیء باستانی را لمس می‌کند و تصاویری از درگیری‌های آینده را دریافت می‌کند. سپس آن را نابود می‌کنند و سرنوشت آسپاسیا را رقم می‌زنند. در برهه‌ای از زندگی‌شان، حامل عقاب با پدر بیولوژیکی خود فیثاغورث نیز ملاقات می‌کند، که مشخص می‌شود مانند میرین و لئونیداس از نوادگان ایسو است و عصای هرمس را از فیثاغورث به ارث می‌برد تا از اسرار آتلانتیس محافظت کند و در این فرآیند جاودانگی بیولوژیکی را به دست آورد.
در زمان حال، لیلا در آتلانتیس با حامل عقاب روبرو می‌شود که به او هشدار می‌دهد جهان به تعادل بین آرمان‌های اساسین‌ها و تمپلارها نیاز دارد؛ غلبه هر یک از طرفین بر دیگری منجر به نابودی جهان خواهد شد. لیلا همچنین می‌فهمد که او همان کسی است که پیشگویی شده و قرار است بین مفاهیم هرج و مرج و نظم تعادل برقرار کند. حامل عقاب قبل از مرگ عصا را به لیلا می‌دهد.
میراث اولین تیغه
این بسته الحاقی که در جریان وقایع کمپین اصلی بازی رخ می‌دهد، بر درگیری عقاب حامل با فرقه باستانیان، سازمان پیشرو فرقه تمپلار که در بازی اساسینز کرید ریشه‌ها معرفی شد، تمرکز دارد. فرقه در تلاش برای پایان دادن به نسل عقاب، در حال شکار عقاب حامل است، که به باور آنها بیش از حد قدرتمند است و تهدیدی برای چشم‌انداز صلح آنها محسوب می‌شود. در مبارزه با فرقه، حامل عقاب از داریوش، شخصیتی که اولین بار در اساسینز کرید ۲ به او اشاره شده است، کمک دریافت می‌کند، کسی که به دلیل سابقه‌اش با فرقه، تحت تعقیب آنهاست. یکی از عناصر اصلی داستان در این نسخهٔ گسترش‌یافته، تمایل عقاب حامل به تشکیل خانواده و زندگی مشترک است.
سرنوشت آتلانتیس
در سال ۴۲۲ پیش از میلاد، پس از به ارث بردن عصای هرمس از فیثاغورث، حامل عقاب با ایسو آلتئیا ملاقات می‌کند که آگاهی‌اش در عصا ذخیره شده است. آلتیا توضیح می‌دهد که وظیفه آنها به عنوان نگهبان عصا این است که به «وارث خاطرات» کمک کنند تا دروازه آتلانتیس را با پیدا کردن سه مقبره که نمادهای لازم برای باز کردن دروازه را دارند، باز کند. عقاب حامل مقبره‌ها را پیدا می‌کند و به لیلا اجازه می‌دهد نمادها را در زمان حال پیدا کند. سپس او خاطره‌ای از دیموس را زنده می‌کند تا ترتیب صحیح فعال کردن آنها را یاد بگیرد و به این ترتیب به آتلانتیس دسترسی پیدا کند.
پس از پیوستن ویکتوریا، لیلا توسط آلتیا مطلع می‌شود که او شبیه‌سازی‌هایی را ایجاد کرده تا به حامل عقاب در تسلط بر قدرت‌های عصا کمک کند. لیلا وارد انیموس می‌شود تا خاطرات عقاب حامل از شبیه‌سازی‌ها را زنده کند و یاد بگیرد که چگونه از عصا استفاده کند.
در شبیه‌سازی الیسیوم، حامل عقاب با پرسفونه، حاکم سختگیر الیسیوم، ملاقات می‌کند و از شورش انسان‌ها به رهبری آدونیس علیه رژیم او مطلع می‌شود. حامل عقاب به هر دو طرف درگیری کمک می‌کند و در عین حال با هرمس تریسمگیستوس، که پیشنهاد آموزش عصا به آنها را می‌دهد، و هکاته، که مخفیانه به دنبال تضعیف حکومت پرسفونه و تصرف الیسیوم است، ملاقات و به آنها کمک می‌کند. حامل عقاب سرانجام به آدونیس و شورشیانش کمک می‌کند تا به کاخ پرسفونه حمله کنند، جایی که آنها هرمس را در نبرد شکست می‌دهند و با حاکم روبرو می‌شوند. بسته به انتخاب‌های بازیکن، پرسفونه یا به آدونیس اجازه می‌دهد تا الیسیوم را ترک کند یا او را کور می‌کند، قبل از اینکه حامل عقاب را به دنیای زیرین تبعید کند.
در شبیه‌سازی دنیای زیرین، حامل عقاب مجبور می‌شود سربروس را شکست دهد تا با هادس روبرو شود. او توضیح می‌دهد که مرگ سربروس شکاف‌های زیادی بین تارتاروس و دنیای زیرین ایجاد کرده و ارواح محبوس در تارتاروس را به دنیای زیرین بازگردانده است. برای مهار هرج و مرج، هادس به حامل عقاب دستور می‌دهد تا برای هر یک از دروازه‌های دنیای زیرین نگهبانان جدیدی پیدا کند و در عوض قول می‌دهد که در مورد عصا به آنها آموزش دهد. حامل عقاب این کار را انجام می‌دهد و در این فرآیند با چندین نفر از دوستان و دشمنان مرحومش، از جمله فیبی، براسیداس و الپنور، دوباره متحد می‌شود. هادس پس از یافتن همه نگهبانان، به حامل عقاب خیانت می‌کند و قصد خود را برای تبدیل آنها به یک نگهبان نیز آشکار می‌کند و حامل عقاب را مجبور به مبارزه با خود می‌کند.
پس از شکست هادس، پوزئیدون از راه می‌رسد تا حامل عقاب را به آتلانتیس ببرد، جایی که او را به عنوان دی‌کاستس، فرمانده دوم خود، منصوب می‌کند. سپس به حامل عقاب ماموریت داده می‌شود تا آتلانتیس را کاوش کند تا قوانین پوزئیدون را اجرا کند و در نهایت در مورد شهر قضاوت کند. در طول سفرشان، حامل عقاب متوجه می‌شود که بسیاری از ایسوها مرتباً از قوانین پوزئیدون سرپیچی می‌کنند و مرتکب جنایاتی علیه بشریت می‌شوند؛ فاحش‌ترین آنها «پروژه المپوس» است، یک برنامه مهندسی ژنتیک به رهبری جونو و آیتا که سوژه‌های انسانی ربوده شده را با مصنوعات ایسو ترکیب می‌کند تا جانوران هیبریدی ایجاد کند. پس از شکست دادن آخرین ساخته جونو و آیتا، هکاتونکایرها، عقاب حامل، آتلانتیس را غیرقابل نجات می‌داند و به همراه پوزئیدون، مکانیزمی را برای غرق کردن شهر فعال می‌کند. با تکمیل مسیرها، آلتیا به حامل عقاب به خاطر اثبات شایستگی‌اش برای به دست گرفتن عصا تبریک می‌گوید و نقش جدیدش به عنوان نگهبان را می‌پذیرد.
در زمان حال، ماموران آبسترگو به رهبری یوهانی اوتسو برگ، تمپلار، در حال ردیابی اساسین‌ها هستند، اما لیلا از عصا برای مبارزه با آنها استفاده می‌کند. ویکتوریا که نگران است و تأثیر منفی کارکنان را بر لیلا می‌بیند، سعی می‌کند آن را از او بگیرد، اما در اثر خشم و عصبانیت، به طور تصادفی توسط لیلا کشته می‌شود. آلتیا که شاهد این ماجرا بوده، مطمئن نیست که آیا لیلا صلاحیت استفاده از عصا را دارد یا نه، اما حشاشین او را متقاعد می‌کند که اجازه دهد خودش را ثابت کند. لیلا پس از شکست دادن و فلج کردن اوتسو برگ، خسته و کوفته با تیمش تماس می‌گیرد تا او را سوار کنند.
کسانی که گرامی داشته می‌شوند
در سال ۴۲۱ پیش از میلاد، حامل عقاب، خسته از ماجراجویی‌هایشان و تحت فشار مسئولیت جدیدشان به عنوان نگهبان، تصمیم می‌گیرد برای تعطیلات به جزیره کورفو برود. پس از شش ماه، بارناباس و هرودوت آنها را پیدا می‌کنند، که نگرانند حامل عقاب بی‌تحرک شده باشد و از آنها دعوت می‌کنند تا در یک جستجوی گنج شرکت کنند. در طول جستجویشان، عقاب حامل به گروهی از دزدان دریایی برمی‌خورد که به دنبال یک شیء باستانی پنهان شده در کورفو هستند و کلید صندوقچه‌ای را که شیء باستانی در آن نگهداری می‌شود، پیدا می‌کند. پس از اینکه عقاب حامل مجبور به تسلیم کلید به دزدان دریایی می‌شود، دزدانی که هرودوت را اسیر کرده بودند، با کاپیتان دزدان دریایی روبرو شده و او را می‌کشد، کسی که آن شیء باستانی را پیدا کرده است: یک سیب عدن . وقتی حامل عقاب به سیب نزدیک می‌شود، سیب با نیزه آنها برخورد می‌کند و آن را از کار می‌اندازد.
او در صحبت با آلتیا، عقاب حامل را از سایر آثار باستانی ایسو که در سراسر جهان پنهان شده‌اند مطلع می‌کند و ادعا می‌کند که به عنوان نگهبان، وظیفه آنها یافتن و نابود کردن آنهاست. با این حال، حامل عقاب از ترک دوستان و زندگی خود در یونان امتناع می‌کند و برای یافتن بارناباس که توسط سیب فاسد شده است، آنجا را ترک می‌کند. پس از مبارزه با بارناباس و جدا کردن او از این شیء، حامل عقاب تصمیم می‌گیرد او را از جاودانگی‌شان مطلع کند، که بارناباس موافقت می‌کند آن را مخفی نگه دارد. حالا که از خطرات مصنوعات ایسو آگاه شده، عقاب حامل، ماموریت آلتیا را می‌پذیرد و پس از اهدای نیزه خود به هرودوت، یونان را ترک می‌کند تا سفر جدیدشان را در کنار بارناباس آغاز کنند. قرن‌ها بعد، حامل عقاب، که برای ادامه سفرشان تنها مانده بودند، به مصر سفر می‌کنند و طوماری را که هرودوت به آنها داده بود، در کتابخانه اسکندریه قرار می‌دهند.
توسعه
بازی اساسینز کرید ادیسه توسط یوبی‌سافت کبک توسعه داده شده است. توسعه بازی اندکی پس از انتشار اساسینز کرید: سندیکا (۲۰۱۵) آغاز شد. این بازی، تغییر اساسینز کرید را از یک بازی مخفی‌کاری اکشن-ماجراجویی به یک بازی نقش‌آفرینی اکشن رقم زد، تغییری که با بازی اساسینز کرید اوریجینز (۲۰۱۷) آغاز شد، که توسط توسعه‌دهنده قدیمی این مجموعه، یوبی‌سافت مونترال، توسعه داده شده بود. بازی ریشه‌ها گذار این مجموعه به یک دنیای باز بزرگتر با تأکید بیشتر بر پیشرفت بازیکن را رقم زد، در حالی که ادیسه با معرفی عناصر نقش‌آفرینی و انتخاب‌ها، این گذار را تسهیل کرد. بازی ریشه‌ها یک سال زودتر از ادیسه منتشر شد و این به تیم کئبک اجازه داد تا پس از گوش دادن به بازخورد بازیکنان، تغییراتی را در بازی اعمال کنند. مشابه دیگر بازی‌های یوبی‌سافت، توسعه‌دهندگان متعدد دیگری از سراسر جهان در توسعه‌ی بازی مشارکت داشتند. این بازی با همکاری استودیوهای یوبی‌سافت در مونترال، بخارست، مون‌پلیه، سنگاپور، شانگهای، چنگدو، کیف و پونا توسعه یافته است. استودیوهای خارجی از جمله اِسپیرسافت و تکنی‌کالر نیز کمک‌های بیشتری ارائه دادند. این بازی در ۱۴ سپتامبر ۲۰۱۸ به عنوان نسخه طلایی (Gold) اعلام شد، به این معنی که برای تکثیر و انتشار آماده می‌شد.
روایت و طراحی هنری

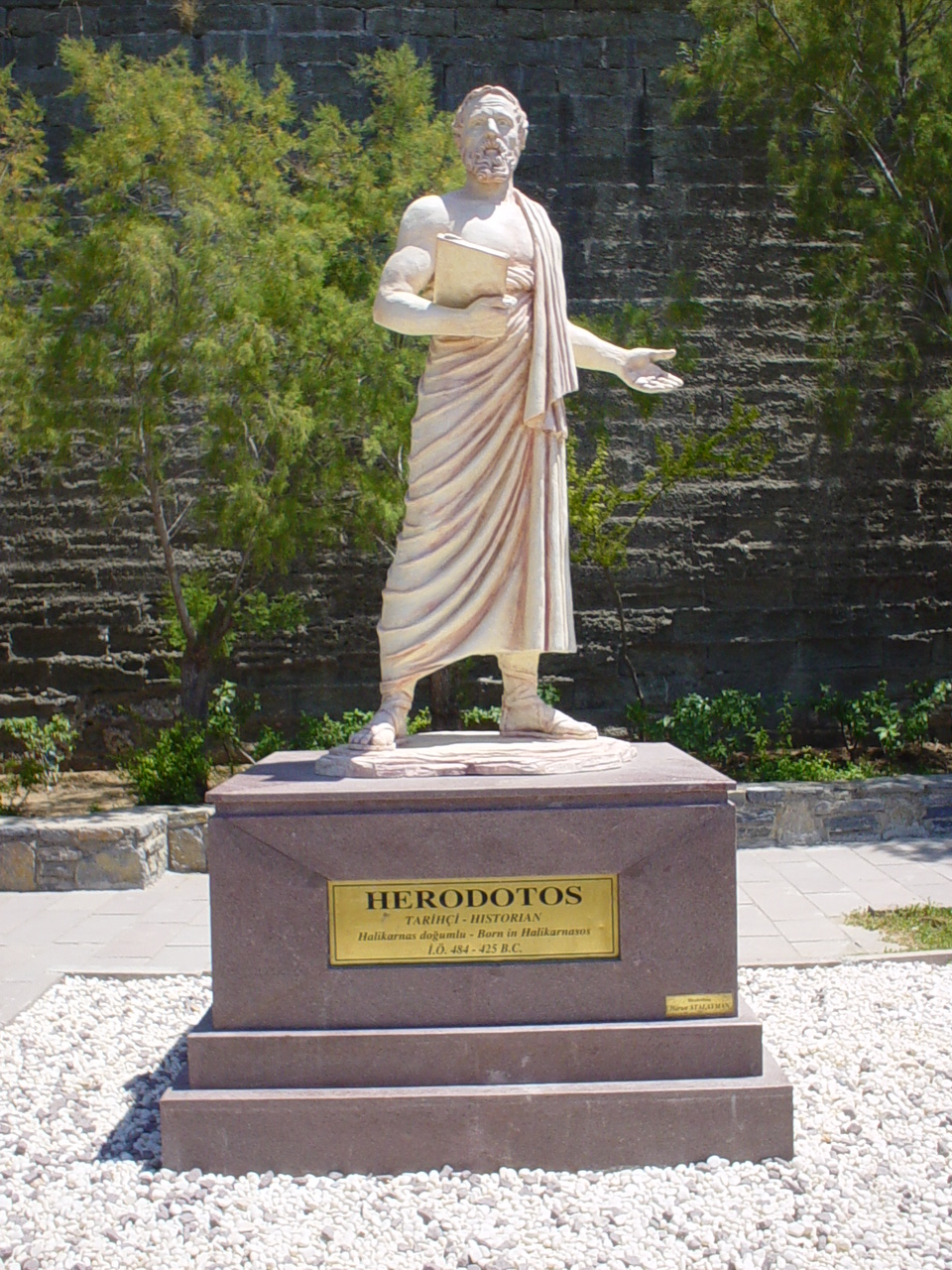
آثار هرودوت، مورخ یونان باستان، الهام‌بخش مهمی برای این تیم بود. هرودوت نیز به عنوان یک شخصیت غیرقابل بازی در بازی حضور دارد.

همانند دیگر بازی‌های این مجموعه، ادیسه نیز از تاریخ الهام گرفته شده است. یونان باستان یکی از مناطقی بود که طرفداران بیشترین درخواست را برای آن داشتند و دوران جنگ پلوپونز به عنوان محل وقوع داستان انتخاب شد زیرا به تیم سازنده اجازه می‌داد تا چهره‌های تاریخی شناخته‌شده‌ای مانند سقراط، لئونیداس و بقراط را معرفی کنند. آثار هرودوت، که اولین مورخ در جهان غرب محسوب می‌شود، به عنوان الهام‌بخش و پایه مهمی برای تیم سازنده در هنگام خلق جهان و داستان بازی عمل کرد. برای اطمینان از اینکه بازی از نظر تاریخی اصیل به نظر می‌رسد، تیم توسعه در ابتدا تصاویر رایج از یونان باستان، از جمله فیلم‌ها، نقاشی‌ها و بازی‌های ویدیویی را بررسی کرد و بعداً یک سفر میدانی ده روزه را به مکان‌های یونانی از جمله اسپارتا، دلفی، المپیا و آتن آغاز کرد. سه گروه پیشاهنگی به همراه مورخان در طول سفر میدانی خود برای تحقیق بیش از ۱۳۰۰۰ عکس و فیلم گرفتند و بعداً این تیم از گوگل استریت ویو برای مطالعه ویرانه‌های یونان استفاده کرد. در نتیجه، سبک هنری بازی عمداً از تصاویر محبوب یونان باستان که اغلب پر از رنگ‌های اشباع نشده و تک رنگ بودند، منحرف شد و در عوض هر منطقه بازی دارای یک ویژگی بصری غنی و منحصر به فرد بود. این تیم به یک تیم طراحی جهان، که بر ساخت جهان تا حد امکان دقیق از نظر تاریخی تمرکز داشت، و یک تیم طراحی سطح، که بر لذت‌بخش‌ترین چیز برای بازیکنان تمرکز داشت، تقسیم شد. هر دو تیم توسط استفانی-آن رواتا، مورخ داخلی یوبی‌سافت، هدایت می‌شدند. علاوه بر این، این تیم با مورخان در بریتانیا، کانادا و یونان مشورت کرد.
با وجود این، برخی از بخش‌های بازی از تاریخ منحرف شدند. برای مثال، در حالی که اسپارتان‌های واقعی سبک زندگی مینیمالیستی داشتند، تیم سازنده تعداد زیادی بنا و تزئینات به شهرهای اسپارتان اضافه کرد تا آنها را باشکوه‌تر و جنگجوتر نشان دهد و با انتظارات بازیکنان همسو شود. از آنجایی که برخی از مکان‌ها در واقعیت از قبل تخریب شده بودند، طراحان خودشان این ساختمان‌ها و بناهای تاریخی را خلق کردند. از آنجایی که بازی در گذشته‌ای دورتر از اکثر بازی‌های دیگر این مجموعه روایت می‌شد، تیم سازنده اطلاعات بسیار کمتری برای اتکا داشت و مجبور بود شخصیت‌های بدیع‌تری را معرفی کند. از آنجایی که داستان بازی در یونان باستان روایت می‌شود، تیم سازنده احساس کرد که باید اساطیر یونان را به طور عمده در بازی به کار ببرد. هیولاهایی که هراکلس در ماجراجویی‌هایش با آنها روبرو شد، به عنوان پایه و اساس موجوداتی که در بازی به تصویر کشیده شده‌اند، مورد استفاده قرار گرفتند. ابوالهول، سیکلوپ، مینوتور و مدوسا به عنوان رئیس انتخاب شدند زیرا تیم معتقد بود که آنها شناخته شده ترین هیولاهای اساطیر یونان هستند. به گفته روآتا، جایگاه یونان به عنوان زادگاه دموکراسی و فلسفه با بناهای تاریخی مبتنی بر خدایان یونانی و چهره‌های عرفانی در تضاد بود. این تضاد به انعکاس تضاد بین «هرج و مرج» و «نظم» کمک کرد، که یک موضوع اصلی است که در سراسر مجموعه اساسینز کرید تثبیت شده است.
به گفته‌ی مل مک‌کوبری، کارگردان جهانی بازی، این بازی یک «تراژدی حماسی یونانی» است و داستانی شخصی‌سازی‌شده درباره‌ی «خانواده‌ای که از هم پاشیده» را روایت می‌کند. مک‌کوبری دو شخصیت بالقوه‌ی بازی را «دلسوز»، «با اراده» و «پرشور» توصیف کرد. این داستان همچنین به این موضوع می‌پردازد که چگونه دو شخصیت، الکسیوس و کاساندرا، جایگاه خود را در جهان پیدا می‌کنند و به مقام قهرمانان یونانی ارتقا می‌یابند. نقش‌های الکسیوس و کاساندرا به ترتیب توسط مایکل آنتوناکوس و ملیسانتی ماهوت به تصویر کشیده شدند. آنتوناکوس قبل از ماهوت به جمع بازیگران پیوست. این دو در شهر کبک با یکدیگر ملاقات کردند و درباره دیدگاه‌های دو شخصیت از دنیای یونان و پیوندهای خانوادگی‌شان گفتگو کردند. در طول فرآیند تست بازیگری، تیم به دنبال بازیگران یونانی یا بازیگرانی با اصل و نسب یونانی بود. الیاس توفکسیس برای ایفای نقش لئونیداس و نیکولائوس انتخاب شد. در طول تست بازیگری، از او خواسته شد که به جای متن اصلی بازی، فیلمنامه‌ای از فیلم پدرخوانده را با لهجه یونانی بخواند تا از لو رفتن زودهنگام بازی جلوگیری شود. در سال ۲۰۲۰، گزارشی از بلومبرگ ادعا کرد که برنامه‌های مربوط به شخصیت‌های زن اصلی در چندین بازی اساسینز کرید به دلیل این تصور که بازی‌ها بدون یک شخصیت مرد قوی فروش نخواهند داشت، لغو یا به حداقل رسیده است. تیم اودیسه در ابتدا اصرار داشت که کاساندرا تنها شخصیت اصلی باشد، اما به او گفته شد که این گزینه وجود ندارد. این تیم همچنین علایق عاشقانه را به بازی اضافه کرد. به گفته‌ی جاناتان دومونت، کارگردان خلاق بازی، عاشقانه‌ی موجود در بازی اختیاری بوده و لحن آن نسبتاً شاد و سرزنده نگه داشته شده است. شخصیت‌ها می‌توانند صرف نظر از جنسیت شخصیت‌های بازی، عاشقانه باشند. در حالی که تیم معتقد بود این گزینه‌ها سفر بازیکنان را شخصی‌تر می‌کند، این به بازیکن بستگی دارد که تصمیم بگیرد آیا می‌خواهد رابطه‌ای را دنبال کند یا خیر.
طراحی گیم‌پلی
برای افزایش اختیار بازیکن، بازیکنان باید در مقاطع خاصی از بازی انتخاب‌های مهمی انجام دهند. این تیم بیش از ۳۰ ساعت کات‌سین تعاملی ساخت. این تیم تحت تأثیر دیگر بازی‌های نقش‌آفرینی جهان‌باز مانند ویچر ۳: وایلد هانت، الدر اسکورولز ۵: اسکایریم و فال‌آوت قرار گرفت که همگی آزادی زیادی به بازیکنان می‌دهند. با این حال، این انتخاب‌ها بر طرح‌های بزرگ تاریخ تأثیری نمی‌گذارد و تنها سفر قهرمانی الکسیوس یا کاساندرا را شکل می‌دهد. برای مثال، رویدادهای بزرگ‌تری مانند طاعون آتن صرف نظر از نظر بازیکنان رخ خواهند داد. سفر نقش‌آفرینی از شعر حماسی هومر، ادیسه، الهام گرفته شده است و سیستم دیالوگ معرفی شده در بازی از دیالوگ‌های افلاطون الهام گرفته شده است. برای اینکه بازیکنان حق انتخاب بیشتری داشته باشند، داستان بازی ۴۰۰ سال قبل از ریشه‌ها روایت می‌شود که پایه‌گذاری فرقه‌ی اساسین‌ها را به تصویر می‌کشد. این بدان معناست که شخصیت بازیکن ناخواسته درگیر وقایع آن بازی نخواهد شد، بنابراین آزادی بیشتری در تعامل با جهان و جناح‌های بازی به او اعطا می‌شود. این تیم همچنین جهان را طوری طراحی کرده است که به اعمال بازیکنان واکنش نشان دهد. برای مثال، برخلاف بازی‌های قبلی این سری، بازیکن دیگر وقتی به ان‌پی‌سی‌های بی‌گناه در بازی آسیب می‌رساند، «از حالت همگام‌سازی خارج نمی‌شود». در عوض، مزدوران قدرتمندی به دنبال اقدامات بازیکن برای شکار او از راه می‌رسند. این سیستم شبیه به «سیستم نمسیس» معرفی شده در بازی سرزمین میانه: سایه موردور (۲۰۱۴) است، چرا که هر مزدور روال، نقاط قوت و ضعف خاص خود را دارد. تیم معتقد بود که این سیستم به بازی اجازه می‌دهد تا به طور مداوم چالش برانگیز باقی بماند. بازی به بازیکنان اطلاع نمی‌دهد که چه زمانی انتخاب مهمی انجام داده‌اند و عواقب یک اقدام خاص ممکن است بلافاصله نشان داده نشود. در ابتدا، تیم سیستمی را در نظر گرفت که تعداد بازیکنانی که کدام گزینه را انتخاب کرده‌اند را پیگیری می‌کرد و به بازیکن اجازه می‌داد انتخاب‌های خود را با بقیه بازیکنان مقایسه کند، اما این ویژگی در نهایت کنار گذاشته شد.
تیم توسعه‌دهنده تغییرات متعددی در سیستم‌های گیم‌پلی ایجاد کرد. پس از گوش دادن به بازخورد بازیکنان در مورد ریشه‌ها، تیم تصمیم گرفت که درجه سختی را در ادیسه نیز بگنجاند. دیگر نمی‌توان مواد مصرفی را در ادیسه خریداری کرد، اما می‌توان آن‌ها را در طول نبرد فعال کرد تا کمی به بازیکنان قدرت بدهد. در حالی که سیستم هیت-باکس از ریشه‌ها در ادیسه بازگشته است، بازی دارای سیستم مبارزه سریع‌تری است. بازیکنان ملزم به چابکی بیشتری هستند و اقداماتی مانند دفع حمله، جاخالی دادن و غلت زدن تشویق می‌شوند. از آنجایی که شخصیت بازیکن به شمشیر لئونیداس، یکی از مصنوعات تمدن اولیه، مجهز است، تیم سازنده می‌خواست بازیکنان احساس قدرت بیش از حد کنند و سبک بازی تهاجمی‌تری را اتخاذ کنند. برای تسهیل بیشتر این امر، بازیکنان دیگر نمی‌توانند مانند بازی ریشه‌ها برای دفع حمله، سپر حمل کنند. تجمع آدرنالین در ادیسه نیز به طور قابل توجهی سریع‌تر از ریشه‌ها است. مانند سایر جنبه‌های بازی، تیم سازنده می‌خواست به بازیکنان آزادی و انتخاب‌های بیشتری بدهد. در نتیجه، بازیکنان می‌توانند گزینه‌های مختلف سفارشی‌سازی را آزمایش کنند و آزادانه نحوه‌ی دستیابی به اهداف خود را انتخاب کنند. این تیم همچنین ماموریت‌های تولید شده به صورت رویه‌ای را برای بازیکنان معرفی کرد و ۲۰.۰۰۰ خط دیالوگ برای این سیستم ضبط کرد. تیم مجبور بود سیستم‌های نبرد دریایی موجود در ریشه‌ها برای ادیسه را به طور اساسی از نو طراحی کند، زیرا گذار از نبرد زمینی به نبرد دریایی باید بدون مشکل انجام می‌شد.
موسیقی
گروه موسیقی جو هنسون و الکسیس اسمیت، که در مجموع با نام گروه «پرواز» شناخته می‌شوند، آهنگسازان بازی بودند. این دو نفر پیش از این موسیقی بخش چند نفره اساسینز کرید ۴: پرچم سیاه (۲۰۱۳) را ساخته بودند. از آنجایی که ادیسه یک بازی نقش‌آفرینی عظیم است، تیم سازنده فرآیند ساخت موسیقی را به عنوان یک چالش دلهره‌آور توصیف کرد، به خصوص از آنجایی که زمان زیادی برای تکمیل تولید موسیقی متن بازی به آنها داده نشده بود. تیم سازنده برای الهام گرفتن به موسیقی فولک یونانی و مدیترانه‌ای گوش دادند، اما به موسیقی متن بازی‌های دیگر این مجموعه گوش ندادند. یک استثنا «خانواده اتزیو» بود که تقریباً در تمام بازی‌های این مجموعه وجود داشت. این تیم در طول فرآیند ضبط، سنتور، چنگ، نی‌انبان و یک بوزوکی خریداری و استفاده کرد تا به موسیقی «مهر جغرافیایی قوی» ببخشد. هر منطقه‌ای که در بازی به نمایش گذاشته شده، سبک موسیقی خاص خود را دارد. برای مثال، سرزمین آتن از ملودی‌های هموفونیک برای ایجاد فضایی باشکوه و باوقار استفاده می‌کند که مناسب زادگاه دموکراسی است. تم اصلی، «افسانه عقاب حامل» در یک ساعت ساخته شد، اما تم‌های نبرد مانند قطعه «در میدان نبرد» برای تیم چالش‌برانگیزتر بود و زمان بیشتری برد.

## انتشار
این بازی در ماه مه ۲۰۱۸ پس از آنکه سایت فرانسوی «JeuxVideoLive» یک جاکلیدی حاوی نام اساسینز کرید ادیسه دریافت کرد، لو رفت. این بازی رسماً در E3 2018 معرفی شد.  گوگل برای تبلیغ سرویس استریمینگ - گوگل استادیا (که در آن زمان با نام رمز «پروژه استریم» شناخته می‌شد) با Ubisoft همکاری کرد. بازیکنانی که به مدت یک ساعت ادیسه را روی Stadia تست می‌کردند، یک نسخه رایگان از بازی را برای کامپیوتر دریافت می‌کردند. این بازی در تاریخ ۵ اکتبر ۲۰۱۸ برای پلی‌استیشن ۴، ویندوز و ایکس‌باکس وان منتشر شد. نسخه نینتندو سوییچ این بازی در جریان مراسم نینتندو دایرکت ژاپن در سپتامبر ۲۰۱۸ معرفی شد. این نسخه از بازی یک عنوان مبتنی بر فضای ابری است که همزمان با سایر پلتفرم‌ها، اما فقط در ژاپن، منتشر شد. این بازی دارای طرح جلد برگشت‌پذیر است که به بازیکن اجازه می‌دهد هر یک از دو شخصیت قابل بازی را نمایش دهد.  چندین نسخه ویژه از ادیسه شامل محتوای اضافی درون بازی و موارد اضافی منتشر شده است. 
یک رمان از این بازی که کاساندرا را به عنوان تنها شخصیت اصلی معرفی می‌کند، توسط گوردون دوهرتی نوشته و در ۵ اکتبر ۲۰۱۸ منتشر شد.  در ماه مه ۲۰۱۹، یوبی‌سافت «فراتر از دروازه مدوسا»، یک تجربه واقعیت مجازی مبتنی بر مکان را در ۱۰۰ مکان در اروپا و آمریکای شمالی راه‌اندازی کرد.  بازخورد مثبت منتقدان نسبت به بازی ادیسه، یوبی‌سافت را بر آن داشت تا به بازی فناناپذیران ظهور فنیکس چراغ سبز نشان دهد، که شامل خدایان و هیولاهای مختلفی از اساطیر یونان است.
محتوای اضافی
با وجود ماهیت تک‌نفره بازی، یوبی‌سافت مدل « بازی به عنوان سرویس » را برای ادیسه اتخاذ کرد و پس از انتشار، محتوای قابل توجهی برای بازی منتشر کرد. تیم به سه قسمت تقسیم شد: یک تیم روی تغییرات کیفی کار می‌کرد، تیم دیگر روی محتوای رایگان کار می‌کرد و تیم آخر دو بسته الحاقی داستانی پولی را توسعه داد. برنامه انتشار محتوای اضافی از دیگر بازی‌های یوبی‌سافت مانند برای افتخار، تام کلنسی رینبو سیکس سیج و تام کلنسی دیویژن الهام گرفته شده است.
سیزن پس بازی شامل دو داستان محتوای قابل دانلود «دی‌اِل‌سی» و همچنین نسخه‌های بازسازی شدهاساسینز کرید ۳ و اساسینز کرید ۳: آزادسازیمی‌شود. دو بسته‌ی الحاقی پولی عبارتند از میراث اولین تیغه (شامل سه قسمت که به صورت دوره‌ای از دسامبر ۲۰۱۸ تا مارس ۲۰۱۹ منتشر شدند)  و سرنوشت آتلانتیس (همچنین شامل سه قسمت که از آوریل تا ژوئیه ۲۰۱۹ منتشر شدند). «میراث اولین تیغه» به بررسی درگیری حامل عقاب و داریوش با فرقه باستانیان و تاریخچه اولین تیغه پنهان می‌پردازد و بدین ترتیب ادیسه را به مجموعه گسترده‌تر اساسینز کرید متصل می‌کند. سرنوشت آتلانتیس بر اساطیر یونان تمرکز دارد و سه منطقه جدید قابل کاوش را معرفی می‌کند: الیسیوم، هادس و آتلانتیس. هر منطقه به حامل عقاب دسترسی به توانایی‌های جدید را می‌دهد و مجموعه‌ای از آزمایش‌ها را ارائه می‌دهد که به حامل عقاب کمک می‌کند تا وظایف خود را به عنوان نگهدارنده عصای هرمس بهتر درک کند.
علاوه بر محتوای پولی، یوبی‌سافت به صورت دوره‌ای ماموریت‌های جدید داستان‌محور با نام «قصه‌های گمشده یونان» را به صورت رایگان منتشر می‌کرد. حالت نیو گیم پلاس در ۲۹ فوریه ۲۰۱۹ منتشر شد. لباس‌ها و ستوان‌های کشتی اضافی، از جمله برخی بر اساس شخصیت‌های اصلی قبلی این مجموعه مانند اتزیو آدیتوره، اوی فرای و بایک، نیز به صورت رایگان منتشر شدند. تغییرات کیفی، مانند گزینه تنظیم مقیاس دشواری و معرفی سطوح تسلط، نیز معرفی شدند. یک حالت خلق داستان که به بازیکنان اجازه می‌دهد کوئست‌های سفارشی ایجاد و به اشتراک بگذارند، در ژوئن ۲۰۱۹ منتشر شد. تور اکتشاف: یونان باستان، یک حالت آموزشی که به بازیکن اجازه می‌دهد بین گشت و گذار در دنیای یونان باستان برای کسب اطلاعات بیشتر در مورد تاریخ و زندگی روزمره آن یا شرکت در تورهای هدایت‌شده توسط مورخان، یکی را انتخاب کند، در سپتامبر ۲۰۱۹ منتشر شد و به عنوان دومین قسمت از زیرمجموعۀ تور اکتشاف عمل کرد.

## استقبال
استقبال انتقادی
| گردآورنده | امتیاز                                                          |
| --------- | --------------------------------------------------------------- |
| متاکریتیک | (ایکس‌باکس وان) ۸۷/۱۰۰ (رایانه شخصی) ۸۶/۱۰۰ (پلی‌استیشن ۴) ۸۳/۱۰۰ |

| ناشر                     | امتیاز   |
| ------------------------ | -------- |
| یوروگیمر                 | توصیه‌شده |
| گیم اینفورمر             | ۸٫۲۵/۱۰  |
| گیم‌اسپات                 | ۸/۱۰     |
| گیمز ریدار+              | [ ۱۱۲ ]  |
| جاینت بامب               | [ ۱۱۳ ]  |
| آی‌جی‌ان                   | ۹٫۲/۱۰   |
| پی‌سی گیمر (ایالات متحده) | ۹۰/۱۰۰   |

طبق وب‌سایت متاکریتیک، بازی اساسینز کرید ادیسه نقدهای «به‌طورکلی مطلوبی» از منتقدان دریافت کرده است. اکثر منتقدان موافق بودند که ادیسه یک تحول موفق برای این مجموعه از بازی‌های مخفی‌کاری به بازی‌های نقش‌آفرینی اکشن است. 
دنیای باز بازی عموماً مورد تحسین قرار گرفت؛ سم لاوریج در مطلبی برایگیمزرادار+، طراحی یونان را تحسین کرد و از حس کاوش در آن لذت برد. لاوریج ماموریت‌های فرعی در اودیسه را در مقایسه با نسخه‌های قبلی این مجموعه، پیشرفت قابل توجهی توصیف کرد. به طور خاص، او از طولانی و بی‌نقص بودن برخی از ماموریت‌های فرعی لذت برد و افزود که آنها از ماموریت‌های اصلی غیرقابل تشخیص شده‌اند.  الساندرو فیلاری از گیم‌اسپات توجه تیم سازنده به جزئیات را تحسین کرد و تحت تأثیر میزان واکنش‌پذیری جهان قرار گرفت. او از مقیاس عظیم جهان لذت برد، اما اظهار داشت که برخی از ویژگی‌ها، مانند نبرد فتح، به خوبی توسعه نیافته و با مضامین داستان اصلی در تضاد هستند.  تام فیلیپس از یوروگیمر نیز تحت تأثیر مقیاس دنیای بازی قرار گرفت و آن را با بازی ویچر ۳: وایلد هانت مقایسه کرد.  استفانی کلارک، از یوروگیمر، اضافه کرد که «حس حماسه واقعی در بازی موج می‌زند» و معتقد بود که بخش داستانی بازی، الهام هومری خود را به خوبی حفظ کرده است. برندین تایرل آی‌جی‌اننسخه درون بازی یونان را به عنوان «مجموعه‌ای خیره‌کننده از مکان‌های زیبا» توصیف کرد، اما اظهار داشت که گاهی اوقات مشکلات گرافیکی ممکن است مانع از تجربه آن شود.  در حالی که برخی از منتقدان از وسعت دنیای آن و انسجام سیستم گیم‌پلی‌اش لذت بردند،   الکس ناوارو از جاینت بامب معتقد بود که بازی بیش از حد تکراری و پر از محتوا است.  اندرو وبستر، در مطلبی برای ورج (وبگاه)، همچنین اظهار داشت که فراوانی سیستم‌ها، تجربه بازی را رقیق کرده و اظهار داشت که ادیسه هویت خود را به عنوان یک بازی اساسینز کرید از دست داده و از سایر بازی‌های جهان باز مشابه قابل تشخیص نیست.
گیم‌پلی بازی به‌طورکلی نظرات مثبتی دریافت کرد. لاوریج معتقد بود که اودیسه عناصر ریشه‌ها را پالایش و ساده‌سازی کرده و آن را به «تجربه‌ای لذت‌بخش‌تر» تبدیل کرده است.  فیلاری از توانایی‌های ویژه در بازی خوشش می‌آمد و معتقد بود که آنها آزمایش و تجربه را تشویق می‌کنند. او همچنین اشاره کرد که نبرد سرعت بیشتری داشته و «درگیرانه‌تر» و «پویاتر» بوده است.  تیرل از تنوع سلاح‌ها خوشش آمد و نوشت که هر نوع سلاح منحصر به فرد و متمایز است. او همچنین از درخت‌های مهارت به خاطر تطبیق سبک‌های بازی بازیکنان مختلف تمجید کرد.  جو جوبا، نویسنده‌ی گیم اینفورمر، سیستم مبارزه‌ی اودیسه را سیستم مبارزه‌ی مورد علاقه‌اش در این مجموعه نامید و قابلیت‌های ویژه‌ی آن را برای انتقال «حسی پویا و خداگونه از قدرت» ستود. جوبا سیستم‌های مزدوری را به خاطر ایجاد موقعیت‌های نبرد شدید دوست داشت، اما اظهار داشت که حضور مداوم آنها ممکن است بازیکنان را نیز آزار دهد، به خصوص وقتی که در طول ماموریت‌های اصلی مداخله می‌کنند.  در حالی که جوبا اشاره کرد که جهان بازی واکنشی است، از کمبود لحظات عمداً ساخته شده ناامید شد و احساس کرد که تجربه کلی بیش از حد قابل پیش‌بینی است.  استیون مسنر از پی‌سی گیمر احساس کرد که بازی سیستم‌های موجود در ریشه‌ها را اصلاح و گسترش داده است، اگرچه او اظهار داشت که سیستم سطح‌بندی به این معنی است که بازیکنان برای پیشرفت مجبور به تلاش برای کسب امتیاز تجربه هستند و اظهار داشت که هوش مصنوعی به کار رفته در بازی متناقض است. 
منتقدان داستان را ستودند، هرچند برخی از سرعت روایت و بلندپروازانه بودن آن انتقاد کردند. تایرل این داستان را به عنوان یک «درام خانوادگی سرراست» توصیف کرد و اذعان داشت که درگیری‌های بین اساسین‌ها و تمپلارها نقش حداقلی در ادیسه ایفا می‌کند. لاوریج این داستان را به عنوان یک تجربه «جذاب» توصیف کرد و خاطرنشان کرد که انتخاب‌ها در واقع عواقبی داشتند.  فیلیپس از پیچش‌های داستانی موجود در بازی لذت برد و اظهار داشت که داستان «چند لحظه واقعاً تراژیک» دارد.  اگرچه مسنر احساس می‌کرد که داستان از هم گسیخته و بیش از حد بلندپروازانه است، اما خاطرنشان کرد که اضافه شدن حق انتخاب، اختیار بازیکن را افزایش داده و تجربه را ارزشمند کرده است.  فیلاری اضافه کرد که از آنجا که انتخاب‌های بازیکنان می‌تواند به نتایج متفاوتی منجر شود، روایت می‌تواند بسیار شخصی‌سازی‌شده به نظر برسد.  طنز موجود در بازی به دلیل کاهش تنش علیرغم جدی بودن داستان اصلی، مورد تحسین قرار گرفت.  کاساندرا عموماً به عنوان یکی از بهترین شخصیت‌های اصلی این مجموعه شناخته می‌شد.   ریتم داستان یک انتقاد رایج بود، زیرا بازیکنان اغلب برای پیشبرد داستان اصلی باید ماموریت‌های فرعی را انجام دهند. این نگرانی با توجه به مقیاس و تراکم جهان بیشتر هم شد. یوبی‌سافت به خاطر فروش افزایش تجربه که باعث افزایش سرعت پیشرفت در بازی از طریق پرداخت‌های درون برنامه‌ای می‌شود، مورد انتقاد قرار گرفت.
فروش
در هفته انتشار، فروش فیزیکی در مقایسه با ریشه‌ها، 25 درصد کاهش یافت. در ایالات متحده، فروش هفته اول بازی، از هر عنوان دیگری از این مجموعه روی نسل فعلی کنسول‌ها، بهتر بود. یوبی‌سافت اعلام کرد که فروش دیجیتالی این بازی ۴۵٪ از کل فروش آن بوده است که نسبت به اساسینز کرید ریشه‌ها سال گذشته، ۱۰ درصد افزایش داشته است. طبق گفته‌ی یوبی‌سافت، بازی اساسینز کرید ادیسه به بهترین فروش هفته‌ی عرضه در تاریخ این فرنچایز برای نسل هشتم کنسول‌ها دست یافت و از اساسینز کرید ریشه‌ها که فروش اساسینز کرید: سندیکا را در 10 روز اول انتشارشان دو برابر کرده بود، پیشی گرفت. این بازی در اکتبر ۲۰۱۸، پس از ندای وظیفه: بلک آپس ۴ و رد دد ریدمپشن ۲، سومین بازی ویدیویی پرفروش در ایالات متحده بود. بیش از ۱۰ میلیون نسخه از این بازی تا مارس ۲۰۲۰ فروخته شده بود. درآمد حاصل از پرداخت‌های درون برنامه‌ای در ادیسه در مقایسه با ریشه‌ها، ۱۷۰ درصد بیشتر بود.

## دنباله
دنباله‌ای با عنوان اساسینز کرید والهالا که در طول گسترش وایکینگ‌ها در سراسر اروپا اتفاق می‌افتد، در نوامبر ۲۰۲۰ برای پلی‌استیشن ۴، پلی‌استیشن ۵ ، ویندوز، ایکس‌باکس وان و ایکس‌باکس سری X و سری S منتشر شد. به‌روزرسانی بزرگی برای ادیسه و والهالا در ۱۴ دسامبر ۲۰۲۱ منتشر شد که محتوای قابل دانلود رایگان را برای هر دو بازی ارائه می‌دهد. بخش اول محتوا با عنوان «کسانی که گرامی داشته می‌شوند» در بازی اودیسه موجود است و به عنوان خاتمه‌ای قطعی بر سفر حامل عقاب در دوره یونان باستان عمل می‌کند. بخش دوم با عنوان «رویارویی سرنوشت‌ساز» (A Fated Encounter) یک ماموریت متقاطع در والهالا است که به بررسی روابط بین شخصیت اصلی بازی، ایور وارینزدوتیر ، و کاساندرا به عنوان حامل عقاب متعارف پس از وقایع «کسانی که ارزشمند هستند» می‌پردازد.

## جوایز و نامزدی‌ها
| سال  | جایزه                                           | دسته‌بندی                                    | نتیجه |
| ---- | ----------------------------------------------- | ------------------------------------------- | ----- |
| ۲۰۱۸ | جوایز منتقدان بازی                              | بهترین بازی کنسول                           | نامزد |
| ۲۰۱۸ | جوایز منتقدان بازی                              | بهترین بازی اکشن/ماجراجویی                  | نامزد |
| ۲۰۱۸ | گیمزکام                                         | بهترین بازی نقش‌آفرینی                       | نامزد |
| ۲۰۱۸ | گیمزکام                                         | بهترین بازی کنسول (پلی‌استیشن ۴)             | نامزد |
| ۲۰۱۸ | جوایز جوی‌استیک طلایی                            | بهترین بازی سال                             | نامزد |
| ۲۰۱۸ | جوایز بازی                                      | بازی سال                                    | نامزد |
| ۲۰۱۸ | جوایز بازی                                      | بهترین کارگردانی هنری                       | نامزد |
| ۲۰۱۸ | جوایز بازی                                      | بهترین اجرا (ملیسانتی ماهوت)                | نامزد |
| ۲۰۱۸ | جوایز بازی                                      | بهترین بازی اکشن/ماجراجویی                  | نامزد |
| ۲۰۱۸ | جوایز انتخاب گیمرها                             | بازی مورد علاقه طرفداران                    | نامزد |
| ۲۰۱۸ | جوایز انتخاب گیمرها                             | بازی اکشن مورد علاقه طرفداران               | نامزد |
| ۲۰۱۸ | جوایز انتخاب گیمرها                             | تجربه بازی تک‌نفره مورد علاقه طرفداران       | نامزد |
| ۲۰۱۸ | جوایز انتخاب گیمرها                             | شخصیت مورد علاقه سال (الکسیوس و کاساندرا)   | نامزد |
| ۲۰۱۸ | جوایز انتخاب گیمرها                             | صداپیشه مرد مورد علاقه (مایکل آنتوناکوس)    | نامزد |
| ۲۰۱۸ | جوایز انتخاب گیمرها                             | صداپیشه زن مورد علاقه (ملیسانتی ماهوت)      | نامزد |
| ۲۰۱۸ | جوایز تیتانیوم                                  | بازی سال                                    | نامزد |
| ۲۰۱۸ | جوایز تیتانیوم                                  | بهترین طراحی هنری                           | برنده |
| ۲۰۱۸ | جوایز تیتانیوم                                  | بهترین طراحی روایی                          | نامزد |
| ۲۰۱۸ | جوایز تیتانیوم                                  | بهترین طراحی بازی                           | نامزد |
| ۲۰۱۸ | جوایز تیتانیوم                                  | بهترین اجرا به زبان اسپانیایی (جوئل مولاکس) | نامزد |
| ۲۰۱۸ | جوایز تیتانیوم                                  | بهترین بازی ماجراجویی                       | نامزد |
| ۲۰۱۸ | جوایز بازی‌های استرالیا                          | بازی نقش‌آفرینی سال                          | نامزد |
| ۲۰۱۸ | جوایز بازی‌های استرالیا                          | عنوان اکشن/ماجراجویی سال                    | نامزد |
| ۲۰۱۸ | جوایز بازی‌های استرالیا                          | بازی سال                                    | نامزد |
| ۲۰۱۸ | جوایز استیم                                     | بهترین تاریخ جایگزین                        | برنده |
| ۲۰۱۹ | جوایز بازی نیویورک                              | جایزه مجسمه آزادی برای بهترین جهان          | نامزد |
| ۲۰۱۹ | بیست و دومین جوایز دایس                         | بازی نقش‌آفرینی سال                          | نامزد |
| ۲۰۱۹ | بیست و دومین جوایز دایس                         | دستاورد برجسته در شخصیت (کاساندرا)          | نامزد |
| ۲۰۱۹ | بیست و دومین جوایز دایس                         | دستاورد برجسته در داستان                    | نامزد |
| ۲۰۱۹ | جوایز انجمن نویسندگان آمریکا                    | دستاورد برجسته در نویسندگی بازی ویدیویی     | نامزد |
| ۲۰۱۹ | جوایز آکادمی ملی بازبینان تجارت بازی‌های ویدیویی | انیمیشن، هنری                               | نامزد |
| ۲۰۱۹ | جوایز آکادمی ملی بازبینان تجارت بازی‌های ویدیویی | انیمیشن، فنی                                | نامزد |
| ۲۰۱۹ | جوایز آکادمی ملی بازبینان تجارت بازی‌های ویدیویی | کارگردانی هنری، تأثیر دوره‌ای                | نامزد |
| ۲۰۱۹ | جوایز آکادمی ملی بازبینان تجارت بازی‌های ویدیویی | طراحی لباس                                  | نامزد |
| ۲۰۱۹ | جوایز آکادمی ملی بازبینان تجارت بازی‌های ویدیویی | طراحی، فرانچایز                             | نامزد |
| ۲۰۱۹ | جوایز آکادمی ملی بازبینان تجارت بازی‌های ویدیویی | موسیقی دراماتیک اصلی، فرانچایز              | نامزد |
| ۲۰۱۹ | جوایز آکادمی ملی بازبینان تجارت بازی‌های ویدیویی | استفاده از صدا، فرانچایز                    | نامزد |
| ۲۰۱۹ | جوایز بازی SXSW                                 | برتری در دستاورد بصری                       | نامزد |
| ۲۰۱۹ | جوایز انتخاب توسعه‌دهندگان بازی                  | بهترین فناوری                               | نامزد |
| ۲۰۱۹ | جوایز G.A.N.G.                                  | صداگذاری سال                                | نامزد |
| ۲۰۱۹ | جوایز G.A.N.G.                                  | بهترین صداگذاری صحنه‌های سینمایی             | نامزد |
| ۲۰۱۹ | جوایز G.A.N.G.                                  | بهترین دیالوگ                               | نامزد |
| ۲۰۱۹ | سی‌اُمین جوایز رسانه‌ای گلاد                       | بازی ویدیویی برجسته                         | نامزد |
| ۲۰۱۹ | پانزدهمین جوایز بازی‌های آکادمی بریتانیا         | بهترین بازی                                 | نامزد |
| ۲۰۱۹ | پانزدهمین جوایز بازی‌های آکادمی بریتانیا         | اجراگر (ملیسانتی ماهوت)                     | نامزد |
| ۲۰۱۹ | جوایز بازی ویدیویی ایتالیا                      | انتخاب مردمی                                | نامزد |
| ۲۰۱۹ | جوایز بازی ویدیویی ایتالیا                      | بازی سال                                    | نامزد |
| ۲۰۱۹ | جوایز بازی ویدیویی ایتالیا                      | بهترین کارگردانی هنری                       | نامزد |
| ۲۰۱۹ | جوایز بازی ویدیویی ایتالیا                      | بهترین شخصیت (کاساندرا)                     | نامزد |
| ۲۰۱۹ | جوایز آیوور نوولو                               | بهترین موسیقی اصلی بازی ویدیویی             | نامزد |